# Dólar do Zimbábue (2019–2024)
O dólar do Zimbábue (sinal: Z$; código: ZWL), também conhecido como Zimdollar ou dólar de Liquidação Bruta em Tempo Real (RTGS), é uma das moedas oficiais do Zimbábue. Foi a única moeda oficial no Zimbábue de junho de 2019 a março de 2020, quando várias moedas estrangeiras foram novamente legalizadas.
Devido à forte depreciação do Zimdollar, a maioria das transações, no Zimbábue era feita em moedas fortes, como o dólar dos Estados Unidos. Em 5 de abril de 2024, foi anunciado que o Zimdollar seria substituído pelo novo ouro do Zimbábue, uma moeda lastreada em ouro, a partir de 8 de abril. Em 31 de agosto de 2024, o dólar do Zimbábue foi oficialmente retirado de circulação.

## História

### Contexto
Em 29 de janeiro de 2009, o governo do Zimbábue legalizou o uso de moedas estrangeiras, como o dólar dos Estados Unidos e o rand sul-africano: em resposta, os zimbabuanos abandonaram rapidamente o antigo dólar zimbabuano, que estava em colapso do que era na época a segunda maior taxa de hiperinflação (após o Pengő húngaro em 1946). Em 12 de abril de 2009, o governo de coalizão do então primeiro-ministro Morgan Tsvangirai suspendeu o antigo dólar, e o Banco de Reserva do Zimbábue desmonetizou as últimas notas do antigo dólar, em 30 de setembro de 2015.
O sistema multimoeda acabou resultando em uma crise de liquidez, porque o Zimbábue teve que importar mais do que podia exportar, resultando em um êxodo líquido de dólares americanos, eventualmente, o Reserve Bank introduziu uma série de moedas de títulos em 18 de dezembro 2014, e obrigações em 28 de novembro de 2016, após garantir um total de US$ 250 milhões em empréstimos do African Export-Import Bank.
Embora o dinheiro dos títulos fosse oficialmente intercambiável com o dólar americano, o público em geral rapidamente resistiu a eles como uma tentativa de reintroduzir o dólar do Zimbábue, que ganhou má reputação devido à hiperinflação. Isso, junto com a escassez contínua de dólares americanos no Zimbábue, resultou em uma taxa de câmbio paralela próspera que variou entre $ 3,00 e $ 3,80 em moeda de títulos para o dólar americano, em fevereiro de 2019.

### Introdução do quinto dólar
A taxa paralela e a contínua escassez de dólares americanos criaram uma situação em que o Reserve Bank não conseguia mais manter a paridade com o dólar americano. Em 20 de fevereiro de 2019, o governador do Reserve Bank, John Mangudya, anunciou a introdução do atual dólar do Zimbábue, inicialmente chamado de dólar de liquidação bruta em tempo real (dólar RTGS). O dólar RTGS, que começou a ser negociado em 25 de fevereiro, consistia em saldos brutos de liquidação em tempo real (daí o nome) e notas de títulos e moedas de títulos existentes (ambos desvalorizados em 60% para Z $ 2,50 por dólar americano).
Em 24 de junho de 2019, o governo do Zimbábue renomeou o dólar LBTR para o dólar do Zimbábue e proibiu o uso de moedas estrangeiras em uma tentativa de acabar com o sistema de várias moedas, a BBC relatou oposição generalizada à proibição, em parte devido a desconfiança pública contínua, em parte devido à alta inflação e em parte devido aos comerciantes ainda terem que usar moedas fortes para importar mercadorias do exterior. O início da pandemia de coronavírus acabou forçando o Reserve Bank a restabelecer o sistema de várias moedas, em 29 de março de 2020.
Em 29 de outubro de 2019, o Reserve Bank afirmou que uma nova moeda substituiria o quinto dólar. Esta reivindicação acabou por ser uma nova moeda de $ 2 e notas revisadas de $ 2 e $ 5 sem a inscrição "bond note": ambas entraram em circulação em 11 de novembro de 2019. O Reserve Bank continua a introduzir notas de maior valor, com a nota de $ 100 entrando em circulação em 5 de abril de 2022.

### Inflação alta contínua
A escassez contínua de moeda forte como resultado da incapacidade dos importadores de usar dólares do Zimbábue, quase imediatamente após o Reserve Bank abolir o peg, a taxa oficial para o dólar americano caiu para Z$ 2,80 em 22 de março e Z$ 6,00 em 12 de junho de 2019, enquanto a taxa paralela oscilou entre Z$ 7,00 e Z$ 13,00 em 3 de julho. A taxa de inflação anual do Reserve Bank ultrapassou 100% em junho de 2019 e 500% em dezembro de 2019. Desde dezembro de 2022, a taxa de inflação anual do Reserve Bank foi de 243,76%: a mais alta (desde fevereiro de 2019) foi de 837,53% em julho de 2020 e a mais baixa foi de 50,25% em agosto de 2021.